# Lijst van voetbalinterlands Albanië - Kroatië (vrouwen)
Deze lijst van voetbalinterlands is een overzicht van alle officiële voetbalwedstrijden tussen de nationale vrouwenteams van Albanië en Kroatië. De landen hebben tot nu toe vier keer tegen elkaar gespeeld.

## Wedstrijden
| № | Plaats  | Datum            | Competitie                       | Wedstrijd         | Uitslag |
| - | ------- | ---------------- | -------------------------------- | ----------------- | ------- |
| 1 | Belišće | 31 augustus 2015 | Vriendschappelijk                | Kroatië − Albanië | 7 − 1   |
| 2 | Osijek  | 2 september 2015 | Vriendschappelijk                | Kroatië − Albanië | 3 − 1   |
| 3 | Shkodër | 4 april 2025     | UEFA Women's Nations League 2025 | Albanië − Kroatië | 4 − 0   |
| 4 | Zagreb  | 8 april 2025     | UEFA Women's Nations League 2025 | Kroatië − Albanië | 1 − 2   |

## Samenvatting
| Competitie                  | Totaal gespeeld | Winst Albanië | Gelijk | Winst Kroatië | Doelsaldo Albanië – Kroatië |
| --------------------------- | --------------- | ------------- | ------ | ------------- | --------------------------- |
| UEFA Women's Nations League | 2               | 2             | 0      | 0             | 6 − 1                       |
| Vriendschappelijk           | 2               | 0             | 0      | 2             | 2 − 10                      |
| Totaal                      | 4               | 2             | 0      | 2             | 8 − 11                      |

FSHF · A-internationals · Albanees mannenelftal
2011 – 2019 · 2020 – 2029
Armenië ·
België ·
Bosnië en Herzegovina ·
Bulgarije ·
Cyprus ·
Estland ·
Faeröer ·
Finland ·
Frankrijk ·
Griekenland ·
Hongarije ·
Ierland ·
Kosovo ·
Kroatië ·
Letland ·
Luxemburg ·
Malta ·
Montenegro ·
Nederland ·
Noord-Ierland ·
Noord-Macedonië ·
Noorwegen ·
Oekraïne ·
Polen ·
Portugal ·
Roemenië ·
Schotland ·
Slovenië ·
Tsjechië ·
Turkije ·
Wit-Rusland ·
Zwitserland